# 115mm滑腔砲

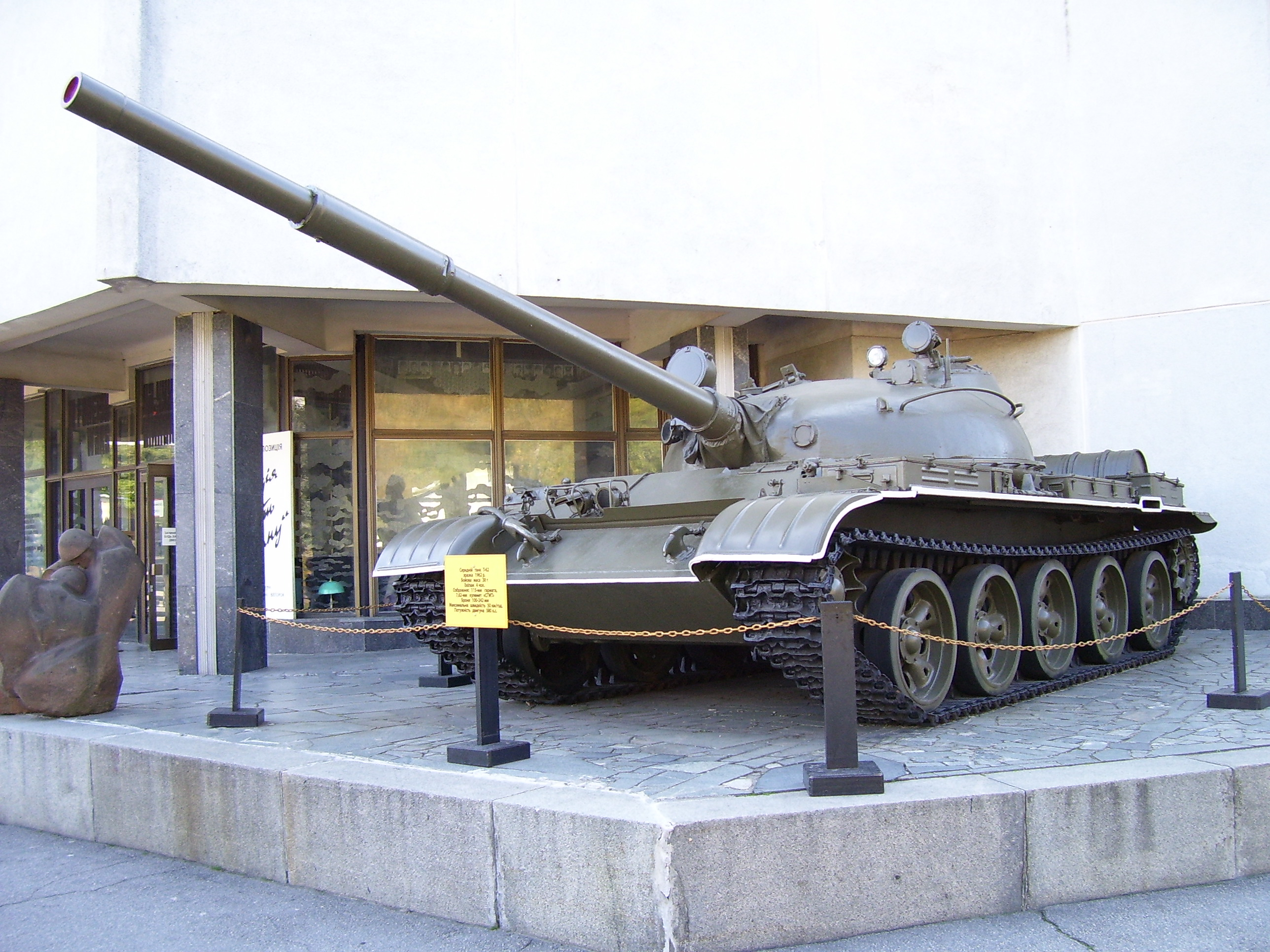
U-5TS/2A20 115mm滑腔砲搭載のT-62戦車

115mm滑腔砲（115ミリかっこうほう）は、ソビエト連邦で開発された滑腔砲。

## 概要
T-44-100以来、ソビエト連邦軍の中戦車においてはD-10 100mm ライフル砲が標準的な戦車砲として搭載されてきた。しかし、西側諸国の主力戦車の主砲が105mm口径のロイヤル・オードナンス L7 ライフル砲に更新されはじめたことから、東側諸国においても主砲の火力強化が求められることとなった。
D-10シリーズを設計した第9火砲工場設計局（旧：国営第9ウラル重機械工具製造所）のペトロフ技師の設計チームは、まず、従来の100mm ライフル砲をもとに高初速化したD-54 100mm ライフル砲を開発したが、これはコストが高く、また、APDS弾使用時の装弾筒の分離などに不具合があった。このことから、同砲をもとにして115mm口径の滑腔砲を開発することが決定された。

## バリエーション
U-5TS
GRAU名は2A20、通称はモロート（Molot）。
D-54 100mm ライフル砲を元に、大口径化・滑腔砲化して開発された。滑腔砲化によって、長射程における精度ではD-54にやや劣るものとなっている。
本砲では、砲身の中ほどに排煙器が装備されたほか、2軸のメテオール砲安定装置が導入された。また、本砲は滑腔砲であることから、D-54のAPDSにかえてAPFSDSが採用されており、本砲向けの3BM3弾が世界で初めて実戦配備されたAPFSDS弾となる。
本砲はT-62において主砲として採用された。
D-68
GRAU名は2A21。
T-12 100mm対戦車砲を元に、大口径化・滑腔砲化して開発された。事実上、U-5TSを分離装薬式としたものであり、また6ETs10（ロシア語：6ЭЦ10）型自動装填装置が導入された。ただ6ETs10型は機構の都合上可動部の動作範囲が大きく、砲手を巻きこんで死傷させる事故が多発したとされており、当時の西側情報筋では「ソ連戦車の自動装填装置は人を喰う」と揶揄されたという。
本砲はT-64（オブィエークト432）において主砲として採用されたが、T-64A（オブイェークト434）においては、より強力で改良された2A46 125mm滑腔砲によって代替された。自動装填装置も機構変更により可動範囲を減少させた6ETs15（ロシア語：6ЭЦ15）型を搭載することによって、乗員死傷事例に対処している。

## 諸元・性能
諸元
- 種別: 後装式滑腔砲
- 口径: 115mm
- 砲身長: 55口径長
- 重量: 23.80kg

性能
- 初速: 1,615メートル毎秒（砲弾により変化）
- 最大射程: 5,800m（直接照準）、9,500m（間接照準）

砲弾・装薬
- 弾薬: 完全弾薬筒（U-5TS）、分離装薬筒（D-68）
- 砲弾: APFSDS弾：3BMシリーズ（3,4,6,21,28）
HEAT弾：3BKシリーズ（4,4M,15M）
高性能炸薬弾：3OFシリーズ（11,18,27）